# بشکه

کارخانه تولید بشکه فلزی پارس پرند حیان (پارس چلیک)

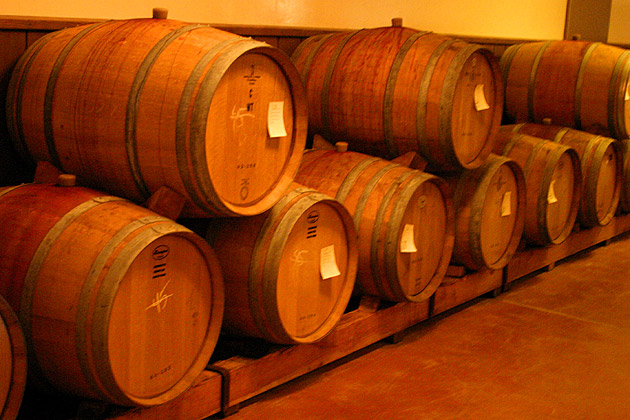
بشکه شراب در دره نپا، کالیفرنیا

بُشکِه نگهدانده استوانه‌ای یا خمره‌مانند و توخالی است که معمولاً جهت بسته‌بندی مواد شیمیایی، نفتی و غذایی استفاده و در انواع فلزی، پلاستیکی، تخته لائی یا چوبی و همین‌طور مقوائی و تخته فیبری ساخته می‌شود. امروزه بشکه‌هایی نیز از جنس آلومینیوم، استیل و گالوانیزه ساخته می‌شود و گاه تنها شکلی استوانه‌ای دارند. وزن هر بشکه فلزی با توجه به ضخامت ورق مصرفی متفاوت است؛ که در هر بشکه ضخامت بدنه کوچکتر یا مساوی با سر و ته بشکه می‌باشد. کنگره‌های روی بدنه بشکه برای محافظت از بشکه در زمان حمل و نقل آن می‌باشد.
بشکه‌های نفت به‌طور استاندارد ۱۵۹ لیتر گنجایش دارند.
گنجایش بشکه در مقیاس آمریکایی برابر 55 گالن (حداقل ظرفیت 216.5 لیتر) است که مطابق استاندارد ، مصرف کننده مجاز به بارگیری 98 درصد از ظرفیت کل آن یعنی 212 لیتر است ولی به طور معمول تا 208 لیتر بارریزی می شود . استاندارد بین المللی بشکه فلزی به شماره ISO 15750 بوده و استاندارد ملی آن به شماره INSO 15661 می باشد که در سال 1397 توسط سازمان ملی استاندارد ایران و با همکاری شرکت پارس پرند حیان (پارس چلیک) تدوین شد .
واژه بشکه وام‌واژهٔ روسی در فارسی است که از زبان روسی و واژه бо́чка وارد فارسی شده‌است.